# Zamek Hollwinkel
Zamek Hollwinkel (niem. Schloss Hollwinkel) – zabytkowy zamek w Hedem w powiecie Minden-Lübbecke (Nadrenia Północna-Westfalia).
Obiekt został zbudowany jako zamek graniczny diecezji Minden pod koniec XIII w. W latach 1504, 1652, 1667 i 1735 kompleks był przebudowywany. W 1776 rodzina von der Horst kupiła zamek i od 1830 przekształciła w rodową siedzibą. Wolny pan Karl von der Horst na Hollwinkel był żonaty z Margarethe Jenny von Corvin-Wiersbitzki (ur. 1846).

Jest to budynek czteroskrzydłowy, otoczony fosą, częściowo szachulcowy z potężną, okrągłą wieżą narożną, po lewej stronie, pochodzącą z XIV w.

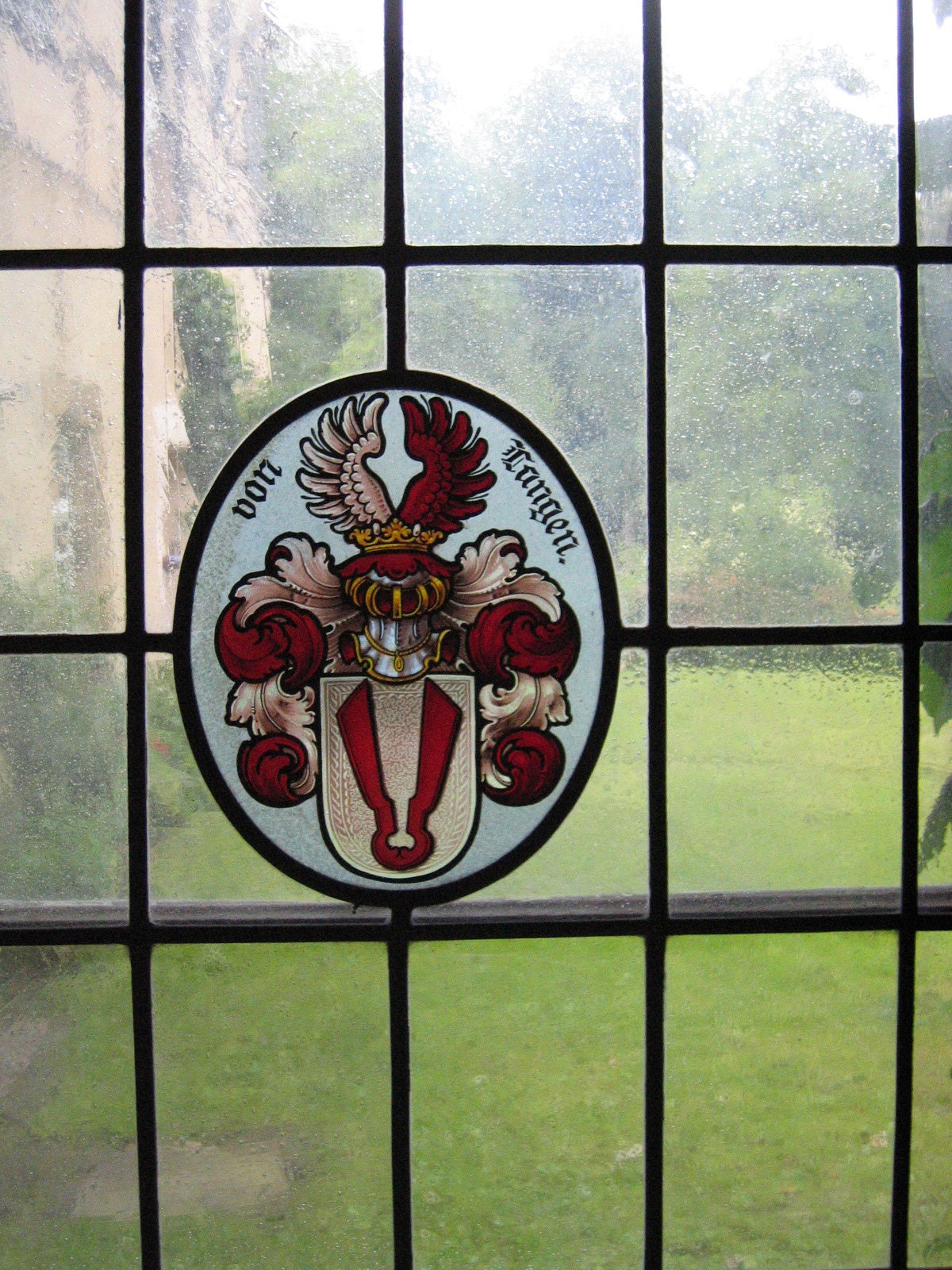
Herb von Langen
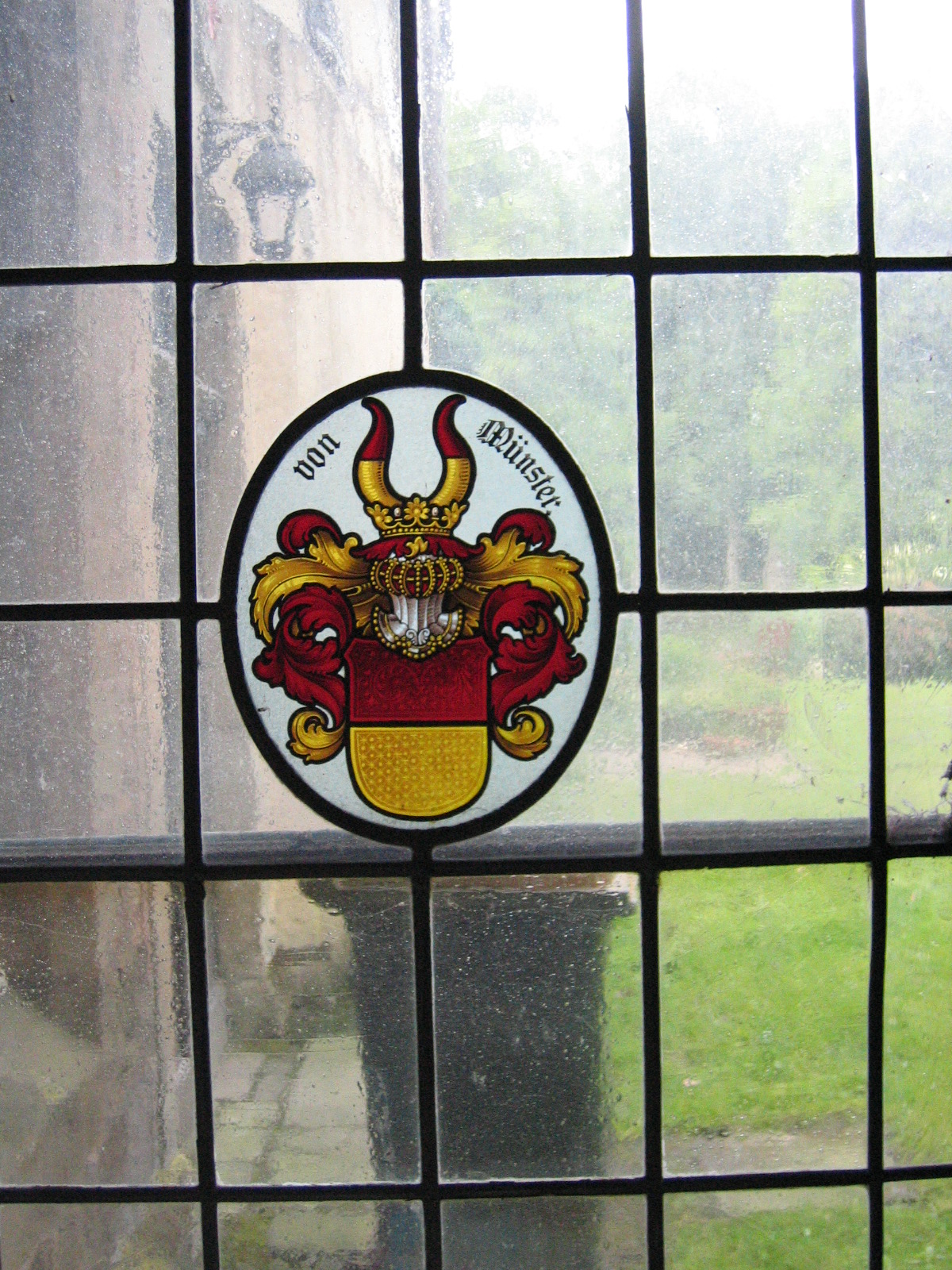
Herb von  Münster
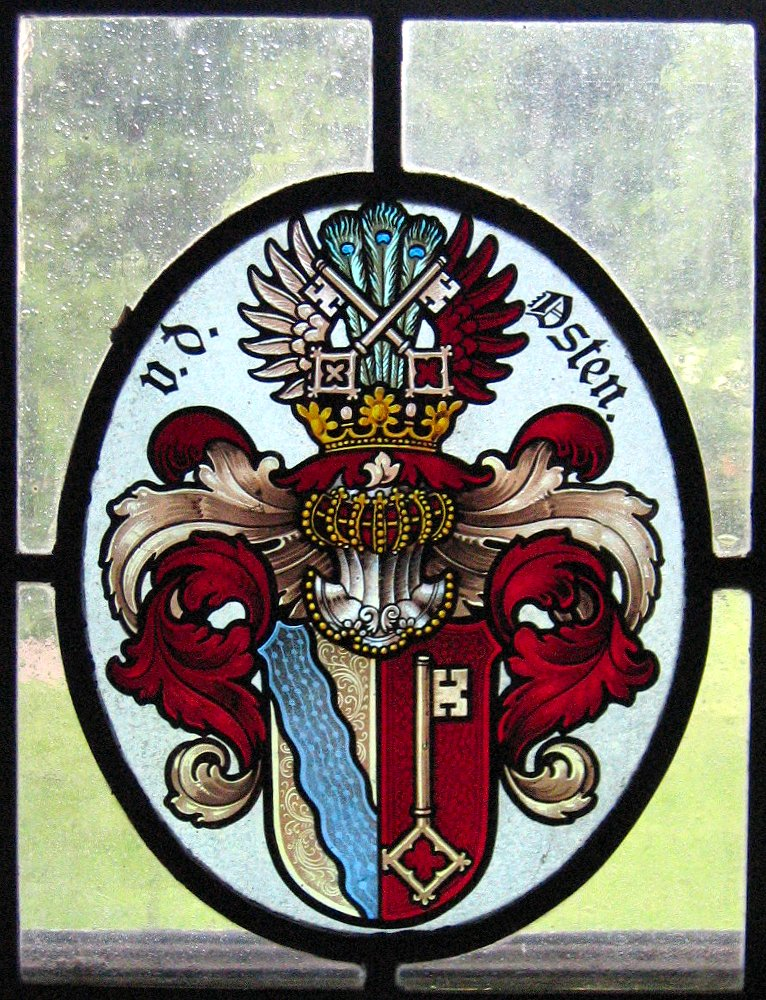
Herb von Osten
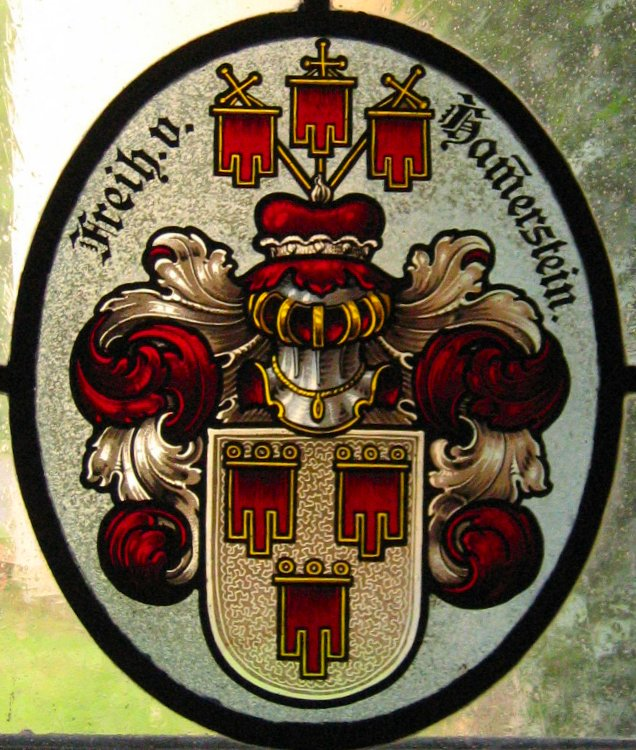
Herb von Hammerstein
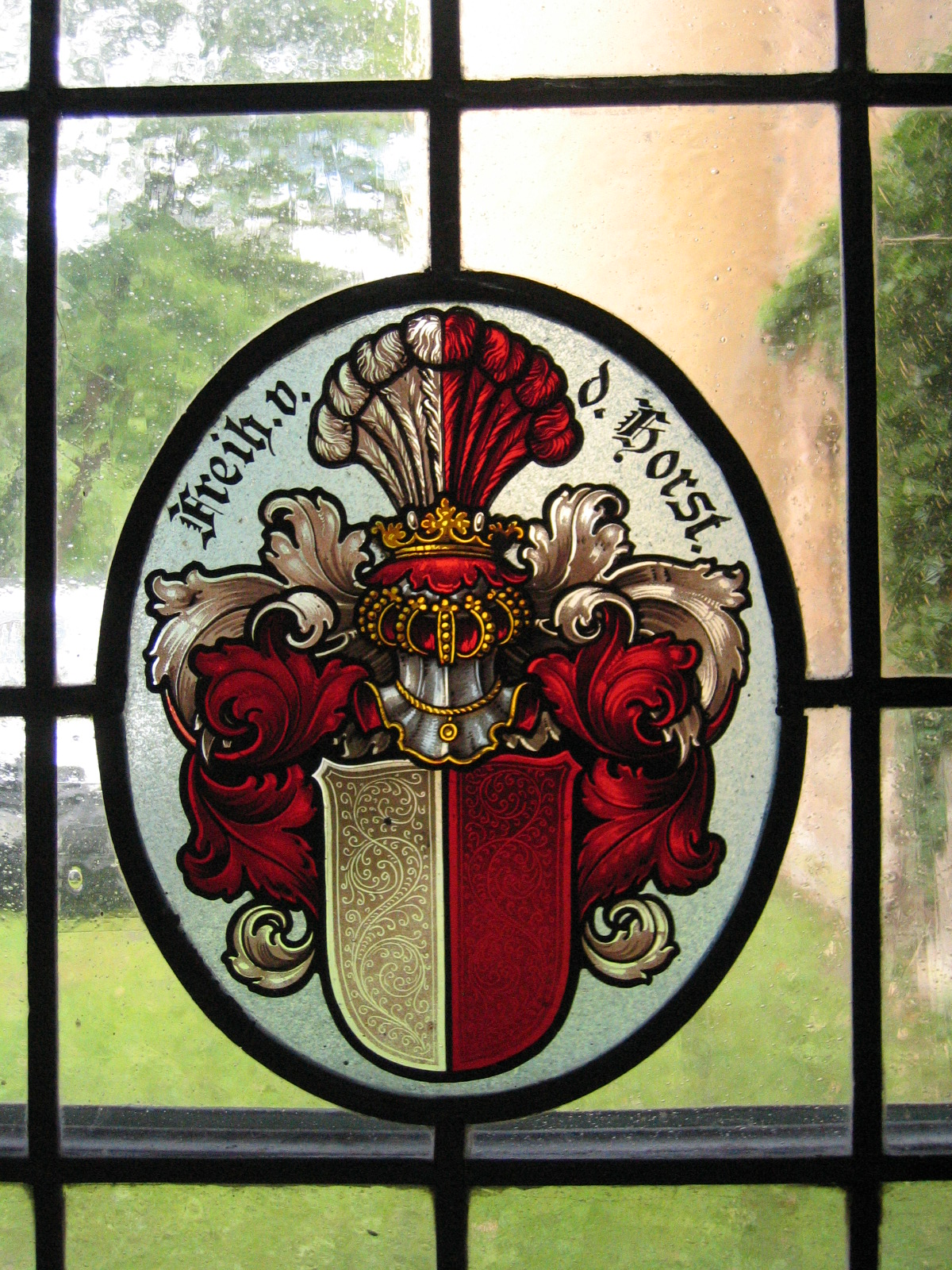
Herb von Horst
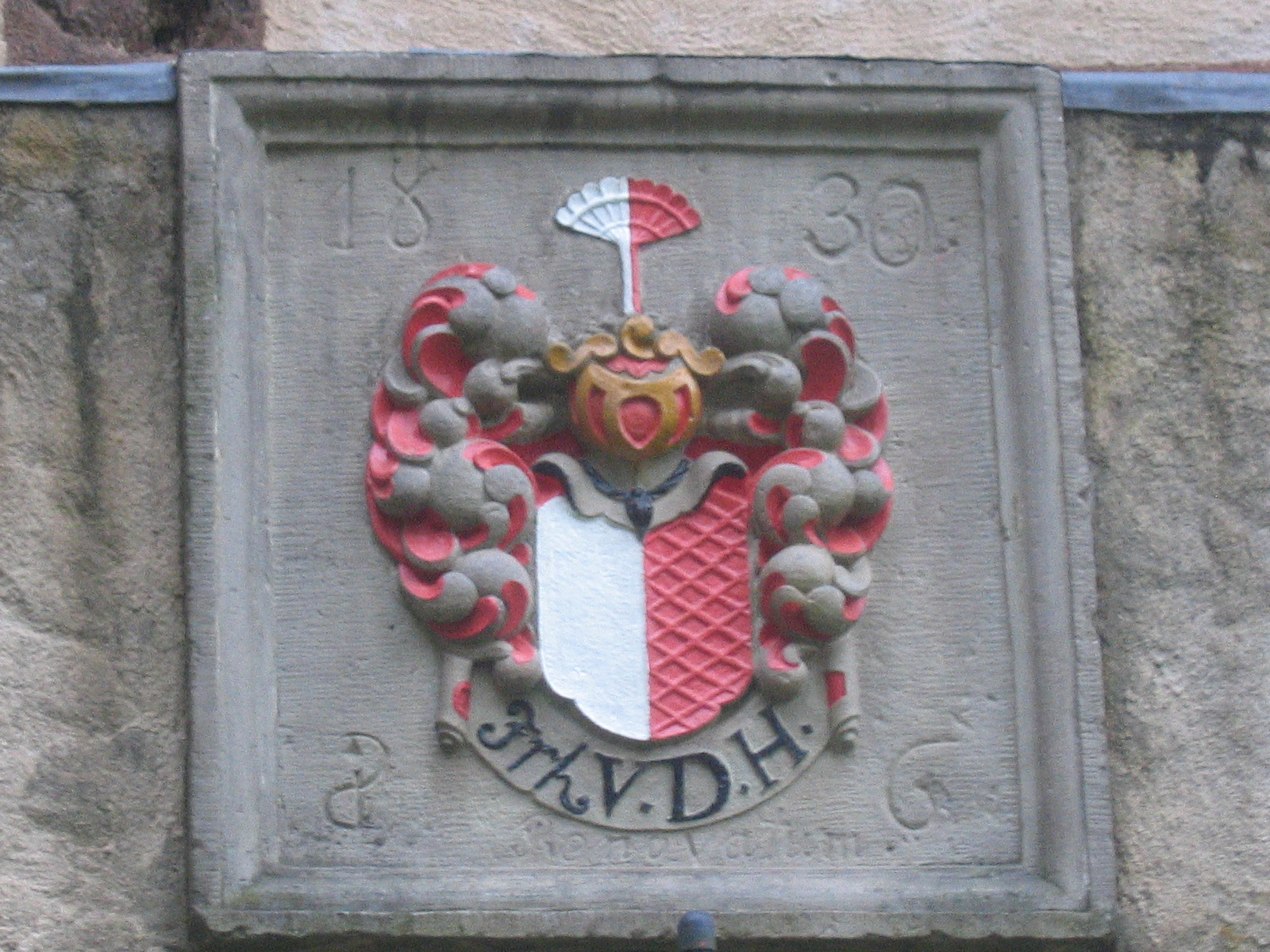
Herb von Horst (1830)
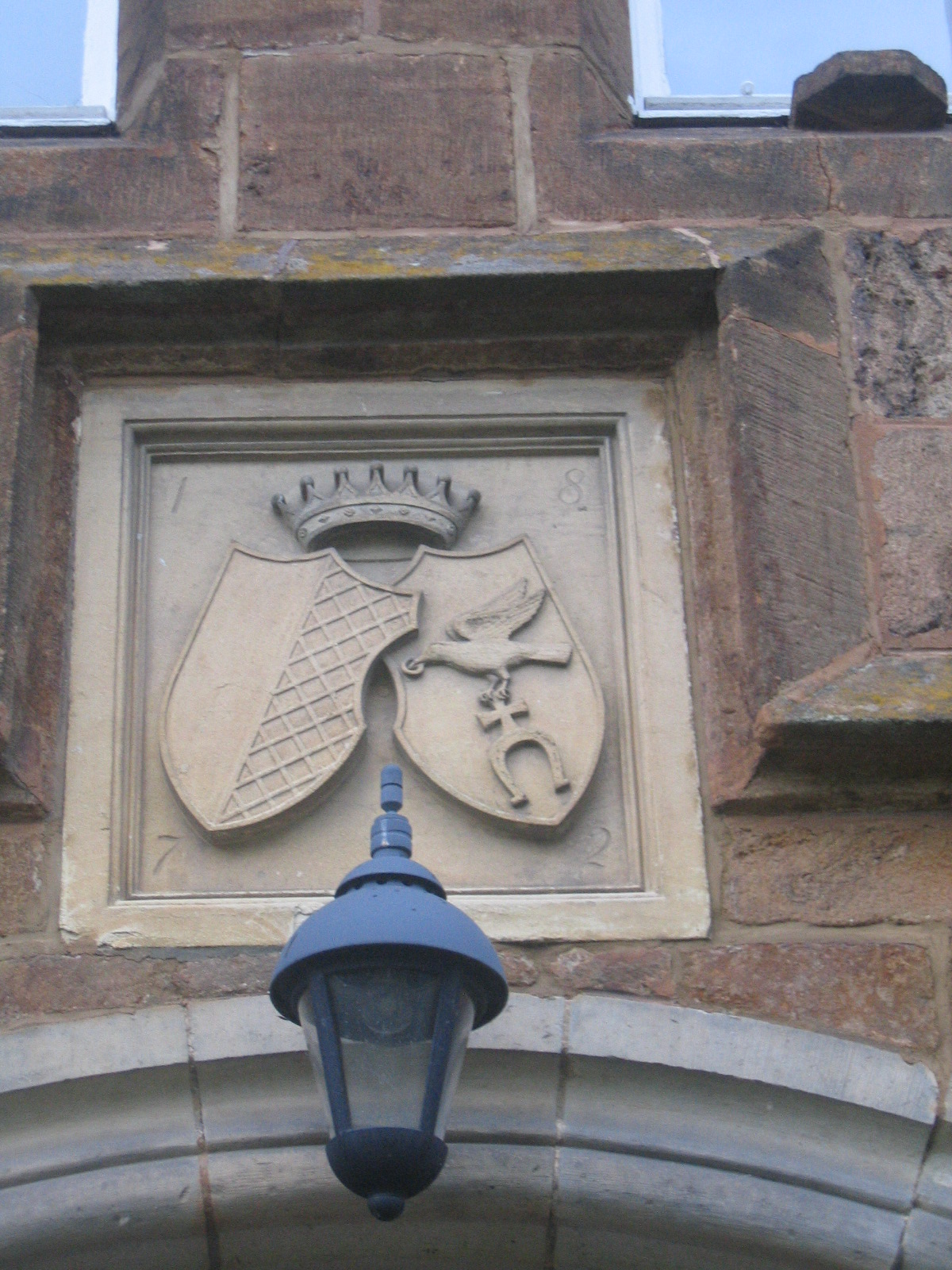
Herb Karla i Margarethe (1872)
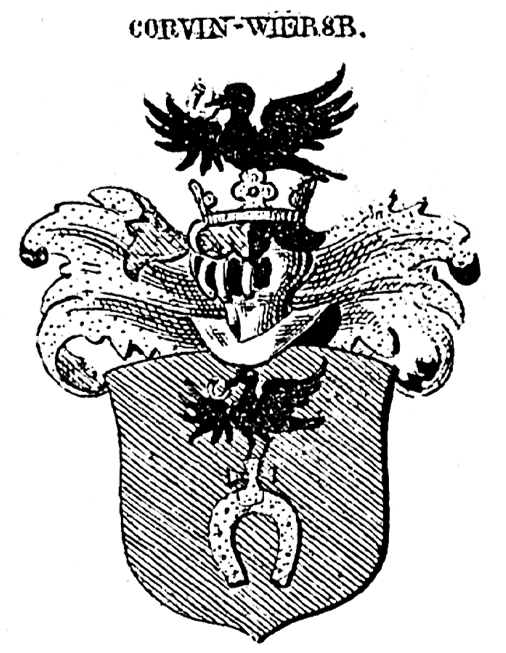
Herb Margarethe Corvin-Wiersbitzki
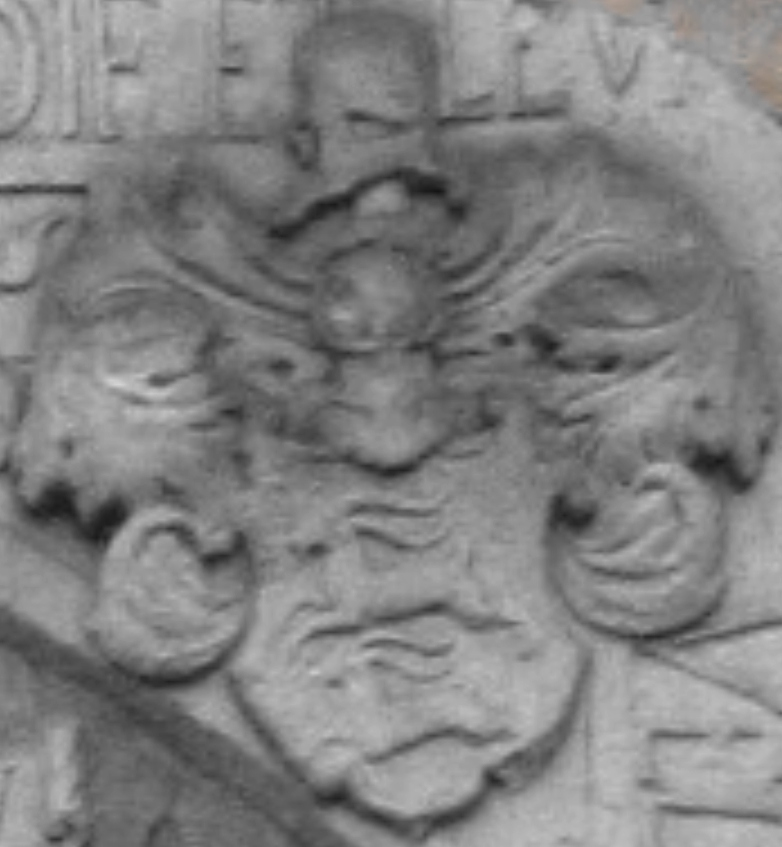